# Luzhou
Luzhou (chinesisch 泸州市, Pinyin Lúzhōu Shì) ist eine Stadt im Südosten der chinesischen Provinz Sichuan. Sie liegt am Zusammenfluss des Jangtsekiang und Tuo Jiang (沱江). Luzhou hat eine Fläche von 12.234 km² und 4.254.149 Einwohner (Stand: Zensus 2020). Ende 2018 hatte Luzhou etwa 5.096.100 registrierte Einwohner in 1.568.300 Millionen Haushalten. Davon zählten 3.021.900 Menschen zur ländlichen Bevölkerung und 2.074.200, also 40,7 %, zur städtischen Bevölkerung.

## Geschichte
Während der Zeit der Frühlings- und Herbstannalen (722–481 v. Chr.) gehörte die Gegend von Luzhou zum Stammesverband Ba, bis dieser im Jahr 316 v. Chr., während der Zeit der Streitenden Reiche, vom Staat Qin erobert wurde. Noch im selben Jahr errichtete König Huiwen dort die Kommandantur Ba (巴郡, Bājùn), zu der der heutige Stadtbezirk Jiangyang gehörte. Im Jahr 151 v. Chr., während der Westlichen Han-Dynastie, wurde dort der Kreis Jiangyang eingerichtet. Der Name „Luzhou“ taucht erstmals zu Beginn der Liang-Dynastie auf, als Kaiser Xiao Yan zwischen 535 und 546 im ganzen Land Präfekturen (州, zhōu) einrichtete. Als gegen Ende der Südlichen Song-Dynastie (1127–1279) die Mongolen in das heutige Sichuan eindrangen, wurde der Regierungssitz der Präfektur Lu in den Kreis Hejiang verlegt, dann in das südwestlich an das Stadtgebiet angrenzende Jiang’an, dann wieder zurück nach Hejiang, bis die Präfektur im Jahr 1277 nach 34-jährigem Abwehrkampf schließlich fiel. Nach der Machtübernahme durch die Ming-Dynastie im Jahr 1368 wurde Luzhou 1373 direkt der Provinz Sichuan unterstellt, ein Status, der sich im Prinzip bis heute erhalten hat. Nur 1913 bis 1949, während der Zeit der Republik, war Luzhou einige Jahrzehnte zum Kreis herabgestuft.

## Administrative Gliederung

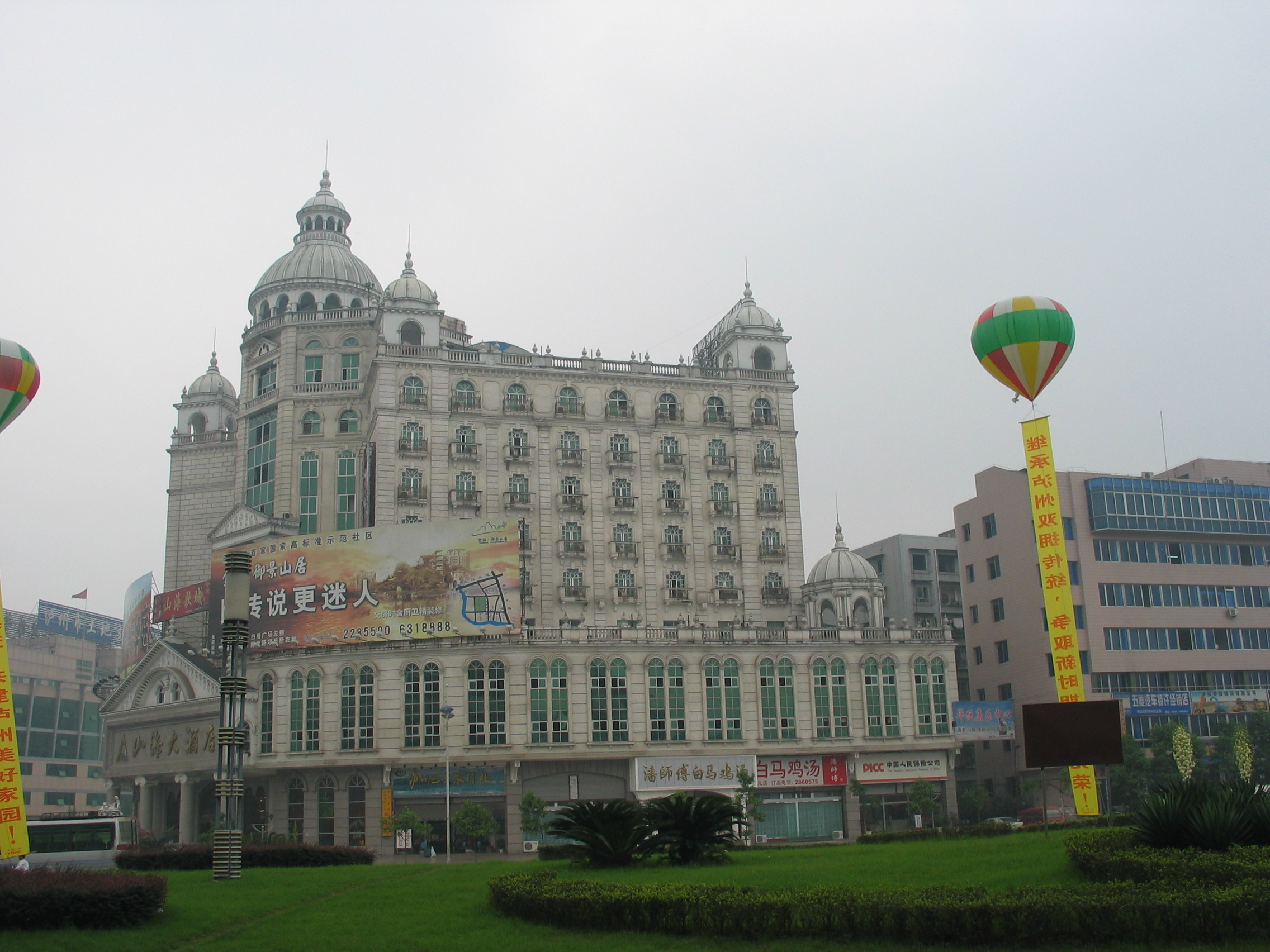
Straßenszene in Luzhou

Die bezirksfreie Stadt Luzhou setzt sich auf Kreisebene aus drei Stadtbezirken und vier Kreisen zusammen. Diese sind (Stand: Zensus 2020):
- Stadtbezirk Jiangyang – 江阳区 Jiāngyáng Qū, 649 km², 761.576 Einwohner, Regierungssitz der Stadt;
- Stadtbezirk Naxi – 纳溪区 Nàxī Qū, 1.106 km², 354.846 Einwohner;
- Stadtbezirk Longmatan – 龙马潭区 Lóngmǎtán Qū, 315 km², 479.697 Einwohner;
- Kreis Lu – 泸县 Lú Xiàn, 1.528 km², 764.362 Einwohner;
- Kreis Hejiang – 合江县 Héjiāng Xiàn, 1.780 km², 688.731 Einwohner;
- Kreis Xuyong – 叙永县 Xùyǒng Xiàn, 2.894 km², 552.979 Einwohner;
- Kreis Gulin – 古蔺县 Gǔlìn Xiàn, 2.883 km², 651.958 Einwohner.

## Sehenswürdigkeiten
Die alte Schnapsbrennerei von Luzhou (Luzhou daqu laojiaochi 泸州大曲老窖池) steht seit 1996 auf der Liste der Denkmäler der Volksrepublik China (4-249).

## Söhne und Töchter der Stadt
- Zou Kai (* 1988), Turner
- Yang Jian (* 1994), Wasserspringer
- Deng Yawen (* 2005), BMX-Freestyle-Fahrerin
- Jiaozi (* 1980), Filmregisseur